# الدور
الدور (به عربی: الدور) یک شهرک در عراق است که در استان صلاح‌الدین واقع شده‌است. این شهر در سرشماری سال ۲۰۰۸ میلادی، ۲۱٬۱۲۰ نفر جمعیت داشته است.